# Ширенка (деревня)
Ширенка — деревня в Серебрянском сельском поселении Лужского района Ленинградской области.

## История
Впервые упоминается в писцовых книгах Шелонской пятины 1498 года, как деревня Щирино в Дремяцком погосте Новгородского уезда.
Как деревня Щеринка она упоминается на карте Санкт-Петербургской губернии Ф. Ф. Шуберта 1834 года.

ШИРИНГА — деревня господина Дзержинского, по просёлочной дороге, число дворов — 2, число душ — 5 м. п. (1856 год)

ШИРИНКА — деревня, число жителей по X-ой ревизии 1857 года: 3 м. п., 3 ж. п.

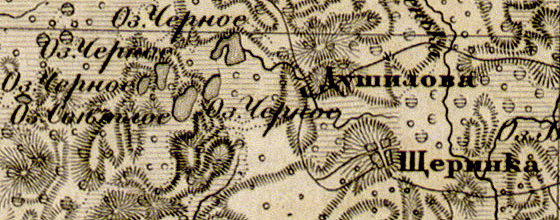
Деревня Ширенка на карте 1863 года

Согласно карте из «Исторического атласа Санкт-Петербургской Губернии» 1863 года деревня называлась Щеринка.
В 1877—1878 годах временнообязанные крестьяне деревни выкупили свои земельные наделы у А. И. Дзержинского и стали собственниками земли.
Согласно подворной описи 1882 года:

ШИРИНКА — деревня Ильженского общества Городецкой волости

домов — 5, душевых наделов — 4, семей — 3, число жителей — 4 м. п., 10 ж. п.; разряд крестьян — водворённые на земле мелкопоместных владельцев

В XIX веке деревня административно относилась ко 2-му стану Лужского уезда Санкт-Петербургской губернии, в начале XX века — к Городецкой волости 5-го земского участка 4-го стана.
По данным «Памятной книжки Санкт-Петербургской губернии» за 1905 год деревня Ширенка входила в Ильженское сельское общество.

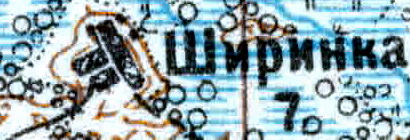
Деревня Ширенка на карте 1926 года

Согласно топографической карте 1926 года деревня называлась Ширинка и насчитывала семь дворов.
По данным 1933 года деревня Ширенка входила в состав Смердовского сельсовета Лужского района.
По данным 1966 года деревня Ширенка также входила в состав Смердовского сельсовета.
По данным 1973 и 1990 годов деревня Ширенка входила в состав Серебрянского сельсовета.
По данным 1997 и 2002 годов в деревне Ширенка Серебрянской волости не было постоянного населения.
В 2007 году в деревне Ширенка Серебрянского СП также не было постоянного населения.

## География
Деревня расположена в южной части района к северо-западу от автодороги 41К-146 (Городок — Серебрянский).
Расстояние до административного центра поселения — 10 км.
Деревня находится к западу от железнодорожной линии Луга — Псков. Расстояние до железнодорожной станции Луга I — 20 км.
К востоку от деревни протекает река Ширенка.

## Демография
| 2007 | 2010 | 2017 |
| ---- | ---- | ---- |
| 0    | →0   | →0   |

## Улицы
Партизанская.